# Kuiper Systems
Kuiper Systems LLC is een dochteronderneming van Amazon.com die in 2019 werd opgericht voor de bouw van Project Kuiper, een satellietconstellatie voor het aanbieden van breedband internet.
Kuiper Systems is verantwoordelijk voor de ontwikkeling en de daaropvolgende exploitatie van de Kuiper satellietconstellatie. Het Kuiper-project werd openbaar na de verplichte publicatie van drie aanvragen bij de Federal Communications Commission (FCC) voor internationale radiofrequenties in maart 2019.
Amazon meldde in juli 2020 dat men 10 miljard dollar had gereserveerd voor een satellietnetwerk. Schattingen van de kosten voor de bouw van de satellietconstellatie door Quilty Space en de Bank of America in 2024 die niet zijn bevestigd door Amazon gaan uit van een investering in de range van 16 tot 20 miljard dollar.